# Nigel Owens
Nigel Owens (Mynyddcerrig, 18 giugno 1971) è un ex arbitro di rugby a 15 appartenente alla federazione gallese.
Divenuto internazionale nel 2005, è noto anche per essere il primo direttore di gara nel rugby ad avere dichiarato la propria omosessualità.
Si tratta di uno degli arbitri più esperti a livello internazionale, che al momento del ritiro aveva stabilito il record mondiale di 100 test match diretti, primo direttore di gara a raggiungere tale traguardo.
Oltre all'attività di arbitro, Owens è conduttore televisivo e, per il canale gallese S4C, conduce i talk show Hit the Bar e Jonathan; in precedenza condusse il quiz televisivo A Minute to Go.

## Biografia
Nato nel villaggio di Mynyddcerrig in Galles (circa 10 km da Llanelli) Owens crebbe parlando solo cymraeg e imparò l'inglese al momento di iniziare la scuola dell'obbligo.
Intorno ai 16 anni si dedicò al rugby, ma uno dei suoi allenatori lo reputò inadatto per il gioco («e aveva ragione», disse in seguito lo stesso Owens) e decise quindi di optare per l'arbitraggio.
A livello europeo debuttò in Challenge Cup nel gennaio 2001; un anno più tardi diresse pure il suo primo match di Heineken Cup.
Il suo primo test match internazionale fu tre anni più tardi, nel 2005, a Osaka, quando diresse Giappone e Irlanda.
Nell'aprile 2007 fu l'unico gallese designato a dirigere nel corso dell'imminente Coppa del Mondo; poco dopo, in un'intervista a Wales On Sunday, Owens fece il suo coming out omosessuale, ammettendo di avere sempre esitato a rivelarlo perché temeva per la sua carriera arbitrale, data l'immagine maschilista del suo gioco, anche ironizzando: «Fossi stato un giocatore forse sarebbe stato più facile per me … I tifosi li amano per quello che fanno in campo … Voglio dire, già di loro gli arbitri non sono certo popolari», aggiungendo tuttavia di aver meditato il suicidio al momento di parlarne ai suoi genitori.
Le reazioni al suo coming out furono positive e, dopo la Coppa del Mondo di rugby 2007, nella quale diresse tre incontri, fu dichiarato "Sportivo gay dell'anno" dal movimento per i diritti degli omosessuali Stonewall e premiato durante una cerimonia pubblica a Londra.
A livello di competizioni di club la sua prima finale europea fu quella di Heineken Cup 2008-09 a Edimburgo tra Leinster e Leicester.
Nel 2016 raggiunse e superò il precedente record di test match diretti detenuti dal sudafricano Jonathan Kaplan.
Owens vanta anche direzioni di gara nel Championship (esordio ad Auckland il 21 giugno 2007, Nuova Zelanda - Australia) e nel Sei Nazioni (esordio il 10 febbraio 2007 a Londra, Inghilterra - Italia).
Il picco della sua carriera arbitrale fu la designazione a dirigere la finale della Coppa del Mondo 2015 tra Nuova Zelanda e Australia.
Nel corso della Coppa del Mondo 2019 in Giappone arbitrò la semifinale tra Inghilterra e Nuova Zelanda, vinta dai britannici 19-7, e annunciò che quella sarebbe stata l'ultima rassegna mondiale in cui avrebbe diretto; un infortunio al polpaccio lo rese comunque indisponibile per un'eventuale designazione alla gara di finale.
Il 28 novembre 2020, allo Stade de France di Saint-Denis, Owens divenne il primo arbitro della sua disciplina a dirigere 100 gare internazionali in occasione dell'incontro di Autumn Nations Cup tra Francia e Italia, che fu anche il suo ultimo.